# روس ۵۴۸
روس ۵۴۸ یک ستاره است که در صورت فلکی نهنگ قرار دارد.